# إلما ميتشيل
إلما ميتشيل (بالإنجليزية: Elma Mitchell)‏ (19 نوفمبر 1919 - 23 نوفمبر 2000)؛ كاتِبة وشاعرة بريطانية.